# Richter-Fenster (Tholey)
Als Richter-Fenster werden die drei von dem Künstler Gerhard Richter entworfenen Chorfenster der Abteikirche Tholey bezeichnet. Auf den drei großen Fenstern mit jeweils einer Höhe von 9,30 m und einer Breite von 1,95 m wurden abstrakte Motive realisiert, die auf dem Bild 724-4 aus Richters Buch Patterns basieren. Richter selbst bezeichnet die drei Tholeyer Fenster mehrfach selbst als sein letztes Großwerk und darüber hinaus handelt es sich neben dem 2007 eingeweihten Richter-Fenster im Kölner Dom um die einzigen Kirchenfenster, die von diesem Künstler entworfen wurden. Die Fenster wurden am 17. September 2020 der Öffentlichkeit vorgestellt.

## Vorgängerfenster
Sämtliche Vorgängerfenster der Abteikirche stammten aus den Jahren 1958–1960 und wurden von Bonifatius Köck OSB (bürgerlich Robert Köck) entworfen, der zu dieser Zeit selbst im Benediktinerkloster Tholey lebte. Die drei Altarfenster zeigten rote Tropfen auf einem weißgrauen Hintergrund. Dies ist eine Darstellung des kristallinen Meeres vor dem Thron Gottes nach der Offenbarung des Johannes (Offb 4,6 ) gemischt mit Feuer.
Im Zuge der Vorplanung zur Renovierung der Abteikirche stand auch die Frage neuer Kirchenfenster im Raum. Als Grund dafür wurde angegeben, dass die bisherigen Köck-Fenster zum einen Schäden aufwiesen und zum anderen die abstrakte symbolische Gestaltung für die meisten Betrachter ohne tieferes theologisches Hintergrundwissen nur sehr schwer verständlich sei. Bei Beginn der Renovierungsarbeiten der Abteikirche im Jahr 2018 wurden mit einer Ausnahme alle Fenster Köcks ausgebaut und eingelagert.

## Vorgeschichte
In einem Kunstwettbewerb erhielt die deutsch-afghanische Künstlerin Mahbuba Elham Maqsoodi, München, den Auftrag zur Gestaltung der neuen Kirchenfenster der Abteikirche mit Ausnahme der drei Chorfenster in der Apsis. Für deren Gestaltung richtete man durch die Vermittlung des Saarbrücker Kirchenmusikers Bernhard Leonardy eine Bitte an Gerhard Richter, der seine Zusage erteilte. Die Entwürfe Richters wurden am 4. September 2019 der Öffentlichkeit im Rahmen einer Pressekonferenz in Tholey vorgestellt. Richter führte die Entwürfe unentgeltlich aus. Die Material- und Herstellungskosten der Fenster trägt das Kloster. Hergestellt wurden die drei Fenster in der Münchner Glaswerkstätte Gustav van Treeck. Dort konnte das erste Fenster am 7. und 8. März 2020 durch die Öffentlichkeit besichtigt werden.

## Technik und Gestaltung
Die Gestaltung der drei Fenster basiert auf dem Bild Richters mit der Werksbezeichnung 724-4. Dieses Bild erschien auch 2011 in seinem Buch „Patterns“. In einem Interview mit der Saarbrücker Zeitung erklärte Richter im August 2019, dass er die Motive zufälligerweise für Tholey ausgewählt habe, da er bei der Auftragsanfrage gerade mit diesem Buch beschäftigt gewesen sei. Eine direkte Inaugenscheinnahme der Abteikirche vor Ort habe nie stattgefunden. Angesprochen auf die religiöse Metaebene seiner Tholeyer Fenster meinte der Künstler, dass deren Gottesbezug in dem menschlichen Wunsch bestehe, im Leben einen Sinn zu erkennen und „eine Kirche zu bauen“. Er habe die Fenstermotive nicht zum „Ruhme Gottes“, sondern zum „Trost der Betrachter“ sowie zu deren ästhetischen Erhebung entworfen, denn die Kirche als Institution sei „der bedeutendste Spender von Heil und Trost“. Die Gestaltung der Motive sei eher dem Zufall als der göttlichen Vorsehung geschuldet. Einen Ewigkeitsaspekt intendiere er mit seinen Motiven nicht, allerdings dennoch eine gewisse Langfristigkeit. Angesprochen auf die Kombination seiner Apsis-Fenster mit den Fenstern der Künstlerin Mahbuba Elham Maqsoodi im Tholeyer Kirchenschiff, verneinte Richter seinerseits eine diesbezügliche Kenntnis.
Pater Wendelinus (Johannes Naumann), der Koordinator der Maßnahme, und Abt Mauritius deuten die drei abstrakten Richterschen Fenster als eine Visualisierung des transzendenten Gottesmysteriums, das nicht figürlich darzustellen sei.
Die Muster wurden dadurch erreicht, dass das Bild zunächst digital in 16 gleichbreite senkrechte Streifen geteilt und der zehnte dieser Streifen in mehrfacher Ausführung gespiegelt und aneinandergereiht wurde. Durch diese Verfremdung entstehen sehr eigentümliche symmetrische Muster, die nun auf die Maße der Chorfenster übertragen wurden. Bei der Anfertigung der Fenster in der Hofglasmalerei Gustav van Treeck wurden mehrere Glasschichten bemalt, wodurch sie eine Tiefenwirkung entfalten.